# Enne Jans Heerd

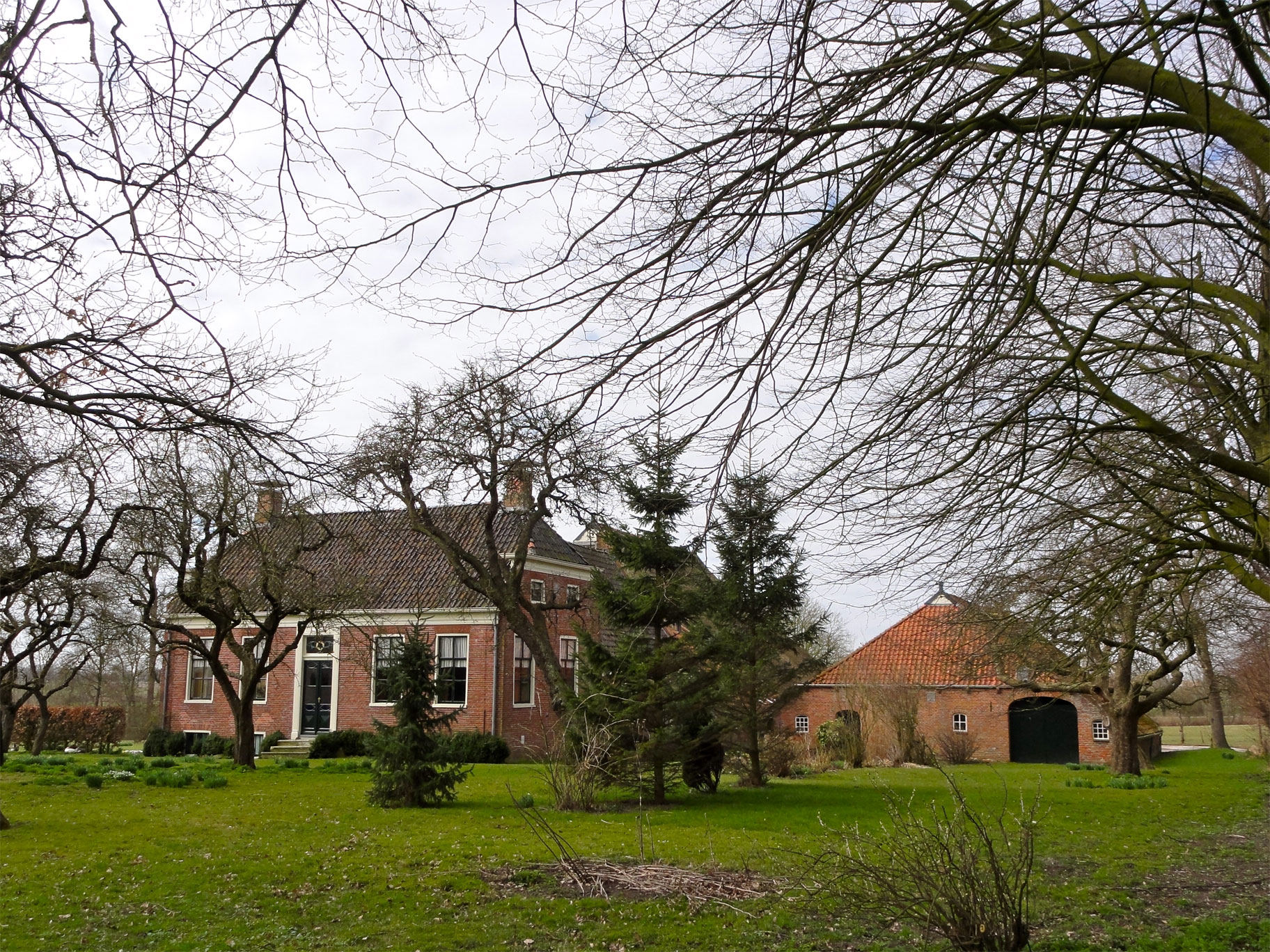
De Enne Jans Heerd in Maarhuizen anno 2011

De Enne Jans Heerd is een monumentale boerderij in de buurtschap Maarhuizen in de Groningse gemeente Het Hogeland

## Geschiedenis
Het gebied waar de Enne Jans Heerd op staat behoorde tot 1594 aan het Klooster van Aduard. De boerderij is genoemd naar Enne Jans Huizing (1737-1819). Deze boerderij in Maarhuizen was van zijn schoonouders geweest. Samen met zijn vrouw Grietje Freerks verwierf hij de boerderij in 1788.
Aan de achterzijde van de boerderij staan ter weerszijden van een van de schuurdeuren de namen van hun dochter Grietje (G. Ennes) en de initialen van hun schoonzoon Ame Kornelis van Ham (AKvH) en daarboven het jaartal 1811(zie afbeelding). Grietje en Ame trouwden op 27 juni 1802 en kregen in hetzelfde jaar de boerderij van de vader van Grietje overgedragen. In 1811 hebben zij de schuur waarschijnlijk verbouwd. Hun zoon en schoondochter, Enne Ames van Ham en Frederika Heeres Wierda, lieten in 1854 een nieuw voorhuis bouwen, dwars op het reeds bestaande voorhuis (zie afbeelding). Tot 1923 blijft de boerderij in het bezit van de familie Van Ham. In dat jaar wordt de boerderij verkocht aan de nieuwe eigenaar Jakob de Vries. Zijn initialen (J. de Vr.), die van zijn tweede vrouw Ebeltje Ritsema (E.R.), van zijn zoon Duurt de Vries (D. de Vr.) en van diens tweede vrouw Klazina Grimmius (K.G.) bevinden zich bij een andere schuurdeur (zie afbeelding). In 1977 wordt de boerderij verkocht aan Staatsbosbeheer. In de jaren 1980/1981 wordt de kop-hals-rompboerderij gerestaureerd. Vanwege de hoge cultuurhistorische waarde is de boerderij erkend als een rijksmonument.

## Kerkhof
De boerderij ligt op de gedeeltelijk afgegraven wierde van Maarhuizen. Naast de boerderij ligt op de top van de wierde een klein kerkhof met zerken vanaf de 17e eeuw (zie afbeelding). De oudste zerk is van 1630.

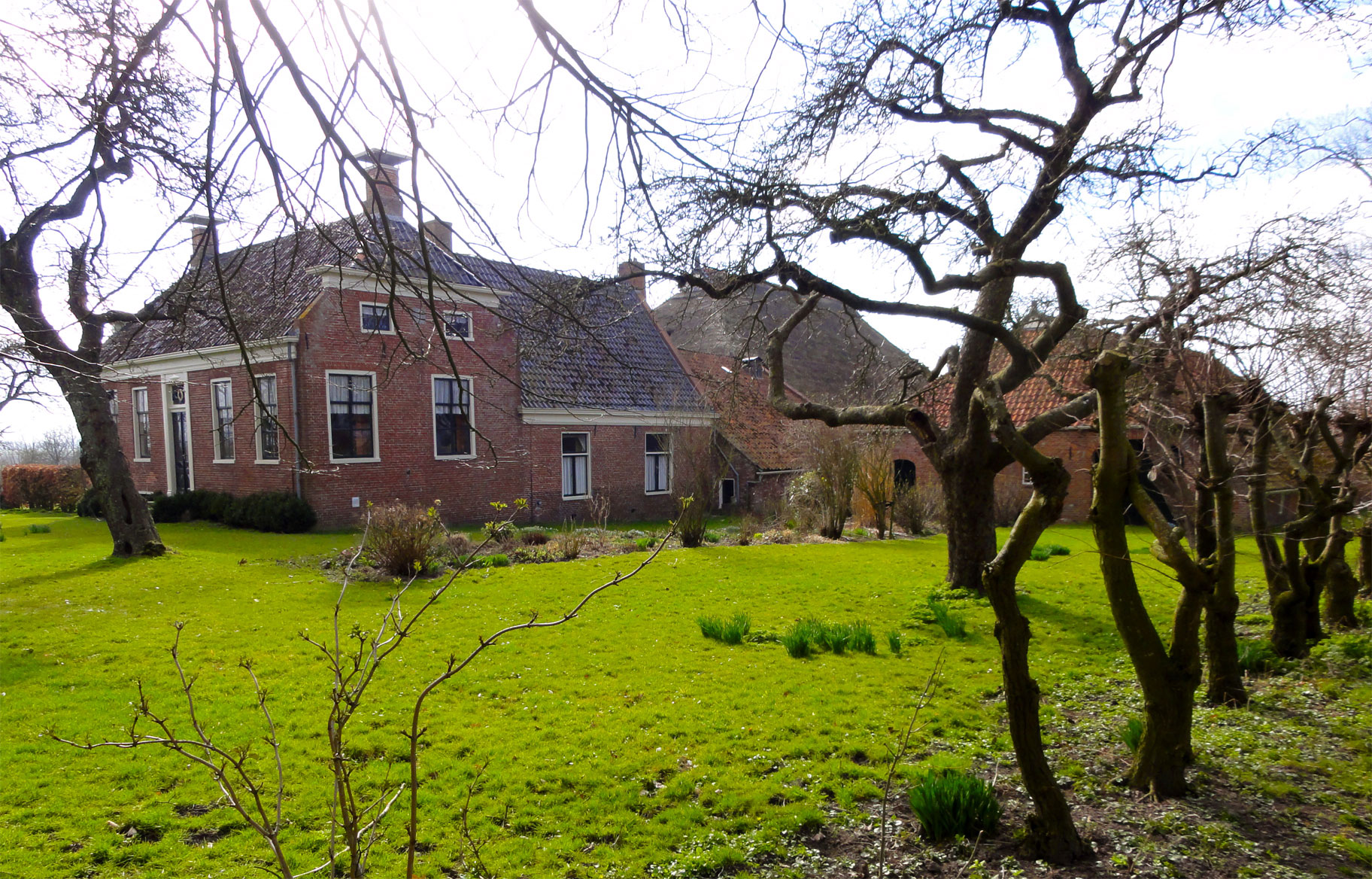
De Enne Jans Heerd van de zijkant gezien met beide voorhuizen (het nieuwe dwars op het oude)
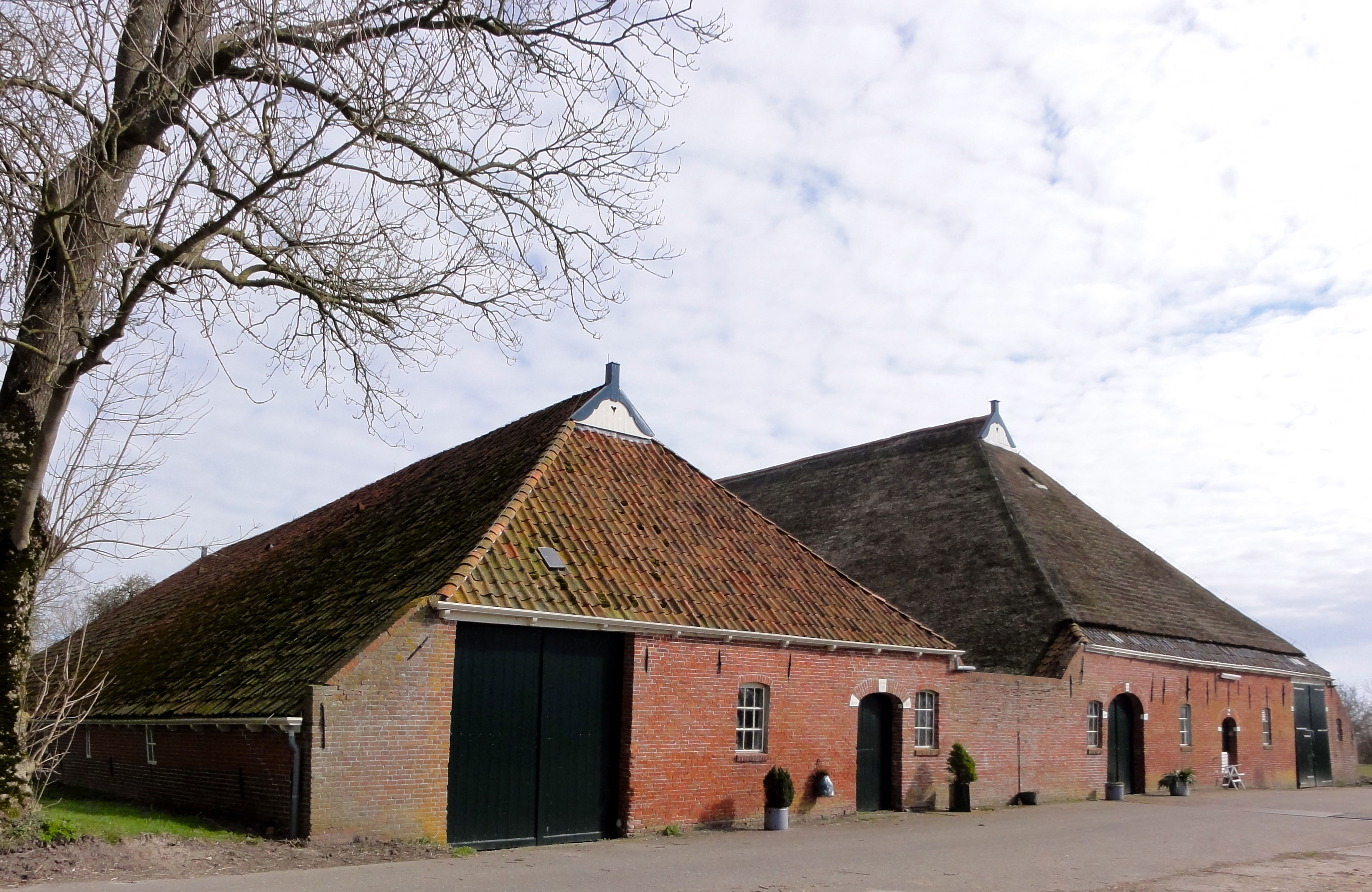
Achterzijde van de Enne Jans Heerd
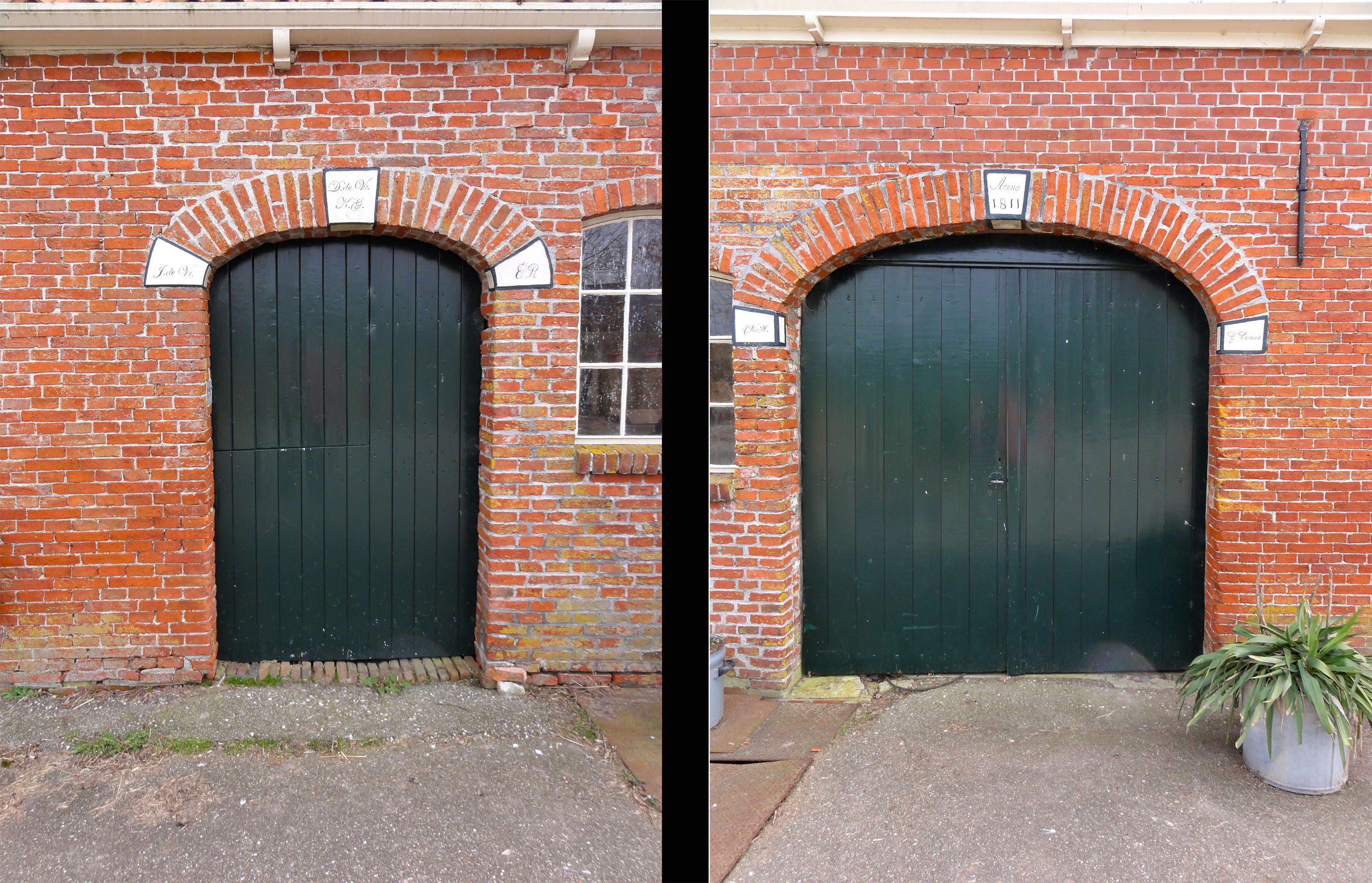
Twee details: Schuurdeuren met naam, jaartal en initialen
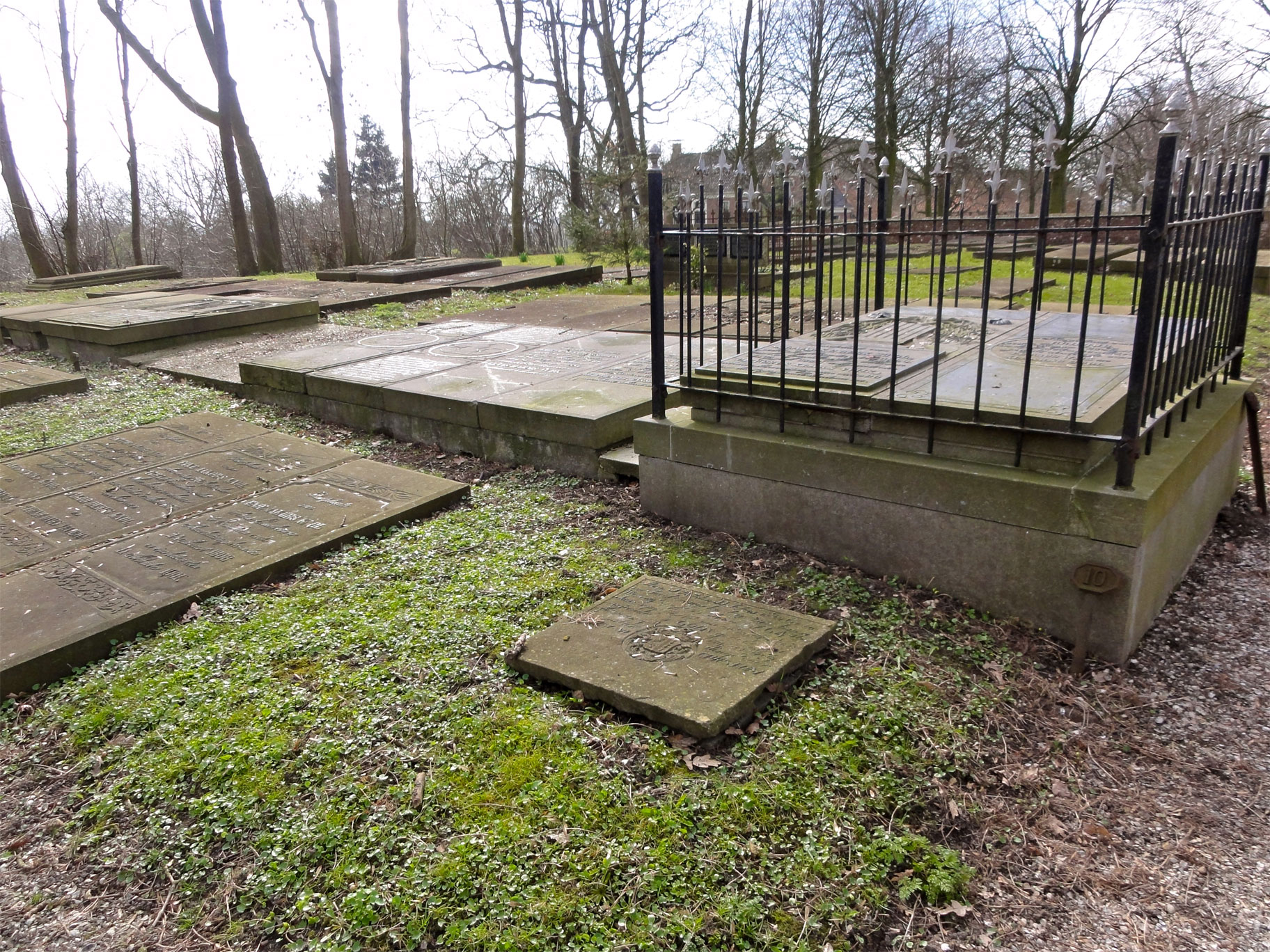
Kerkhof met op de achtergrond de Enne Jans Heerd